# رياضيون من الكويت في دورة الألعاب الآسيوية 2010
شارك الرياضيون من الكويت في دورة الألعاب الآسيوية السادسة عشرة في غوانجو، غوانغدونغ، الصين، من 12 نوفمبر إلى 27 نوفمبر 2010. تنافس هؤلاء الرياضيون تحت العلم الأولمبي بسبب تعليق اللجنة الأولمبية الكويتية من قبل اللجنة الأولمبية الدولية في يناير 2010. بلغ إجمالي عدد الرياضيين المشاركين 195 رياضيًا، من بينهم 19 امرأة.
| الرياضيون من الكويت في دورة الألعاب الآسيوية 2010 | الرياضيون من الكويت في دورة الألعاب الآسيوية 2010 | الرياضيون من الكويت في دورة الألعاب الآسيوية 2010 | الرياضيون من الكويت في دورة الألعاب الآسيوية 2010 |
| ------------------------------------------------- | ------------------------------------------------- | ------------------------------------------------- | ------------------------------------------------- |
| اللجنة الأولمبية الكويتية                         | لجنة أولمبية وطنية                                | IOC                                               | ل أ د - IOC                                       |

| في غوانجو | في غوانجو | في غوانجو | في غوانجو         |
| --------- | --------- | --------- | ----------------- |
| البرونزية | الفضية    | الذهبية   | الميداليات        |
| 3         | 6         | 4         | المركز الخامس عشر |
| 13        | 13        | 13        | الإجمالي          |

## جدول الميداليات
| الرياضة   | الذهب | الفضة | برونزية | المجموع |
| الرماية   | 3     | 3     | 0       | 6       |
| الكاراتيه | 1     | 1     | 1       | 3       |
| البولينج  | 0     | 2     | 0       | 2       |
| المجموع   | 4     | 6     | 1       | 11      |

## الميداليات
| ميدالية | الاسم             | الرياضة   | الحدث                    | التاريخ                  |
| ------- | ----------------- | --------- | ------------------------ | ------------------------ |
| ذهبية   | حمد النويعم       | الكاراتيه | الرجال -75 كجم           | 26 تشرين الثاني / نوفمبر |
| ذهبية   | ناصر مقلد         | الرماية   | تراب الرجال              | 19 تشرين الثاني / نوفمبر |
| ذهبية   | عبد الله الرشيدي  | الرماية   | السكيت للرجال            | 24 تشرين الثاني / نوفمبر |
| ذهبية   | رياضيون من الكويت | الرماية   | فريق تراب الرجال         | 19 تشرين الثاني / نوفمبر |
| فضية    | الرجيبة محمد      | البولينج  | فردي الرجال              | 15 تشرين الثاني / نوفمبر |
| فضية    | الرجيبة محمد      | البولينج  | ماسترز الرجال            | 24 تشرين الثاني / نوفمبر |
| فضية    | عبد الله العتيبي  | الكاراتيه | الرجال -67 كجم           | 25 تشرين الثاني / نوفمبر |
| فضية    | خالد المضف        | الرماية   | تراب الرجال              | 19 تشرين الثاني / نوفمبر |
| فضية    | رياضيون من الكويت | الرماية   | فريق تراب المزدوج للرجال | 21 تشرين الثاني / نوفمبر |
| فضية    | رياضيون من الكويت | الرماية   | فريق السكيت للرجال       | 24 تشرين الثاني / نوفمبر |
| برونزية | يوسف الحربي       | الكاراتيه | كاتا فردي للرجال         | 24 تشرين الثاني / نوفمبر |

## ألعاب القوى
تألف فريق الرجال من 23 رياضيا.

## كرة السلة
تألف فريق الرجال من 11 رياضيا.

## البولينج
أُرسل فرق الرجال والسيدات المكونة من 6 رياضيين.

## الملاكمة
أُرسل فريق مكون من عضوين.ء

## جديلة الرياضة
تألف الفريق من 11 عضوا (7 رجال و 4 نساء)

## الغوص
أُرسل فريق رجال مكون من أربعة أعضاء.

## كرة القدم
أُرسل فريق رجال مُكون من 20 لاعبًا.

## المبارزة
أُرسل فريق رجال مكون من 12 عضوا.

## الجمباز الفني
أُرسل فريق رجال مكون من 6 أعضاء.

## كرة اليد
يتألف فريق الرجال من 16 عضوا.

## الجودو
تنافس كل من فريق الرجال (7) وفريق النساء (3).

## الكاراتيه
تنافس فريق رجال مكون من 4 أعضاء.

## التجديف
تنافس فريق رجال مكون من 3 أعضاء.

## الرماية
تنافس كل من فرق الرجال (10) والسيدات (3).

## الاسكواش
أُرسل فريق رجال مكون من أربعة أعضاء.

## السباحة
أُرسل فريق رجال مكون من خمسة أعضاء.

## الكرة الطائرة
تم التنافس على 12 عضوا من الرجال.

## تنس الطاولة
أُرسل فريق رجال مكون من عضوين.

## التايكوندو
أُرسل فريق رجال مكون من 6 أعضاء.

## كرة الماء
أُرسل فريق رجال مكون من 13 عضوًا.

## رفع الأثقال
أُرسل فريق رجال مكون من 6 أعضاء.

## أنظر أيضا
- رياضيون من الكويت في دورة الألعاب الأولمبية الصيفية للشباب 2010
- الكويت في دورة الألعاب الآسيوية للبارات 2010
- رياضيون من الكويت في دورة الألعاب الآسيوية الشتوية 2011